# Yoshinori Ōsumi
Yoshinori Ōsumi (大隅 良典?, Ōsumi Yoshinori, talvolta traslitterato Yoshinori Ohsumi; Fukuoka, 9 febbraio 1945) è un biologo giapponese.
Ha scoperto l'esistenza dell'autofagia nei lieviti, utilizzando questi ultimi per individuare i geni coinvolti nel processo stesso. Grazie a questo sempre più accurato screening genetico, ha individuato alcune delle importanti funzioni dell'autofagia nei processi fisiologici umani. Altre funzioni sono ancora oggetto di ricerca. Dal 2014 è professore onorario presso l'Istituto di Tecnologia di Tokyo.
Ha vinto il premio Nobel per la medicina nel 2016 «per le sue scoperte dei meccanismi di autofagia».

## Biografia

### Dall'infanzia all'età adulta
Yoshinori Ōsumi è nato a Fukuoka, nell'isola di Kyūshū in Giappone, il 9 febbraio del 1945. Ultimo di quattro fratelli, vede la madre costretta a trascorrere lunghi periodi di infermità a letto, a causa della tubercolosi, contratta subito dopo la seconda guerra mondiale. In tale occasione, il piccolo Ōsumi ha il suo primo "contatto" con la scienza: grazie ai primi antibiotici importati in Giappone, la madre guarisce ed egli ha modo di mandare a memoria i nomi di alcuni di essi come la streptomicina o l'acido para-amminosalicilico, senza avere la minima idea di cosa fossero. Vivendo in un ambiente rurale, trascorre la sua infanzia giocando vicino a fiumi, spiagge e montagne, mostrando un particolare interesse verso gli insetti, collezionandoli, e una costante ammirazione del cielo stellato, provando una forte attrazione per lo spazio circostante. Eredita dal padre, professore di ingegneria presso l'Università di Kyūshū, l'interesse per la ricerca. Tuttavia, mentre il padre si occupa di un settore orientato verso lo sviluppo industriale, Ōsumi si rivela più propenso allo studio delle scienze naturali. L'interesse verso la chimica, sin dai tempi del liceo, e della biologia poi, lo condurranno a intraprendere la strada che lo renderà noto a livello mondiale. 

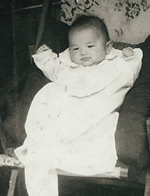
Ōsumi da neonato nel 1945

### Gli studi: da Tokyo a New York
Nel 1963 si iscrive all'Università di Tokyo per approfondire l'interesse per la chimica. Tuttavia, molto presto si accorge che il percorso appena intrapreso non desta l'interesse che si aspettava; sceglie pertanto di dedicarsi alla biologia molecolare, campo all'epoca molto meno conosciuto e dunque più stimolante per un giovane studente. Una volta laureato nel 1967, da ricercatore presso il Dipartimento di biochimica, sotto la supervisione di Kazumoto Imahori, analizza i meccanismi di iniziazione dei ribosomi nel batterio Escherichia coli e l'azione della colicina E3, la quale inibisce la trasduzione delle cellule dell'Escherichia coli legandosi al suo recettore specifico. In questo periodo pubblica i suoi primi risultati.
In questi anni, durante un viaggio per le sue ricerche presso l'Università di Kyoto conosce Mariko Ōsumi, professoressa di scienze ingegneristiche presso la medesima università e sua futura moglie. Un anno dopo le nozze, avvenute nel 1973, nasce il loro primo figlio.
Dal 1972 al 1974, è assegnista di ricerca presso la facoltà di chimica agricola nella medesima università. In seguito ai risultati poco incoraggianti ottenuti in questo primo periodo, e alla difficoltà di trovare impiego in una posizione di rilievo, Ōsumi decide di trasferirsi all'estero.
Alla fine del 1974 si trasferisce a New York, presso l'Università Rockefeller, per compiere degli studi in collaborazione con Gerald M. Edelman, vincitore del premio Nobel per la medicina nel 1972. Nonostante le poche conoscenze nel campo dell'embriologia e dello sviluppo embrionale, si dedica alla fecondazione in vitro dei topi. Frustrato sia dallo scarso interesse nei confronti di questa disciplina, sia dalla scarsa disponibilità di mezzi, decide di passare all'analisi dei meccanismi di iniziazione della replicazione del DNA, servendosi dei lieviti. Gli stessi lieviti diverranno in futuro oggetto di ulteriori ricerche. Un anno e mezzo dopo, Mike Jazwinski entra nel laboratorio di Gerald M. Edelman, Ōsumi decide di lavorare sotto la sua supervisione, anche se in questo periodo gli si presenta l'occasione di rientrare in patria, poiché gli viene offerto un posto all'Università di Tokyo.

### Il ritorno in patria

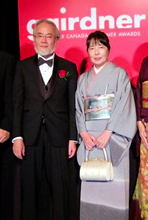
Yoshinori Ōsumi, professore onorario presso il Tokyo Institute of Technology, e la moglie Mariko Ōsumi, alla cerimonia di premiazione del Gairdner Foundation International Award

Nel 1977 torna in Giappone e lavora come professore associato con Yiasuhiro Anraku presso la facoltà di scienze dell'Università di Tokyo. A questo periodo risalgono le sue ricerche sulla membrana dei vacuoli del lievito: sintetizzando membrane vacuolari riesce a dimostrare l'esistenza di una nuova pompa protonica.
Dal 1986 al 1988 lavora come assistente universitario presso il Dipartimento di biologia dell'Università di Tokyo.
Nel 1988 accede al titolo di professore associato e ha la possibilità di avviare un piccolo laboratorio personale, talmente piccolo da sembrargli il più piccolo laboratorio mai visto. Inizia dunque, in modo autonomo, a lavorare sulla funzione litica dei vacuoli, campo assai poco conosciuto e dunque per lui molto stimolante. Successivamente riesce a osservare il meccanismo di autofagia dei lieviti utilizzando sia il microscopio ottico sia quello elettronico a scansione. Approfondendo questo tipo di studio realizza uno screening genetico per gli organismi con anomalie nel processo di autofagia: con l'aiuto della sua équipe individua quindici geni essenziali per l'autofagia indotta dall'assenza di sostanze nutritive.
Nel 1996 inizia a lavorare presso l'Istituto Nazionale di Biologia di Base a Okazaki. In questo periodo, dopo aver compreso la particolare struttura delle proteine ATG nel lievito, ne studia la variante sia nei mammiferi sia negli eucarioti più complessi. Negli anni seguenti riprende i suoi studi sui lieviti, combinandoli con le recenti scoperte relative alle proteine ATG.
Dal 2009 diventa professore presso l'Istituto di Tecnologia di Tokyo, di cui diventa professore onorario nel 2014. In questa sede continua ad approfondire gli studi di una vita su lieviti e autofagia, combinando biologia cellulare, biochimica, biologia molecolare e biologia strutturale.

### Il premio Nobel

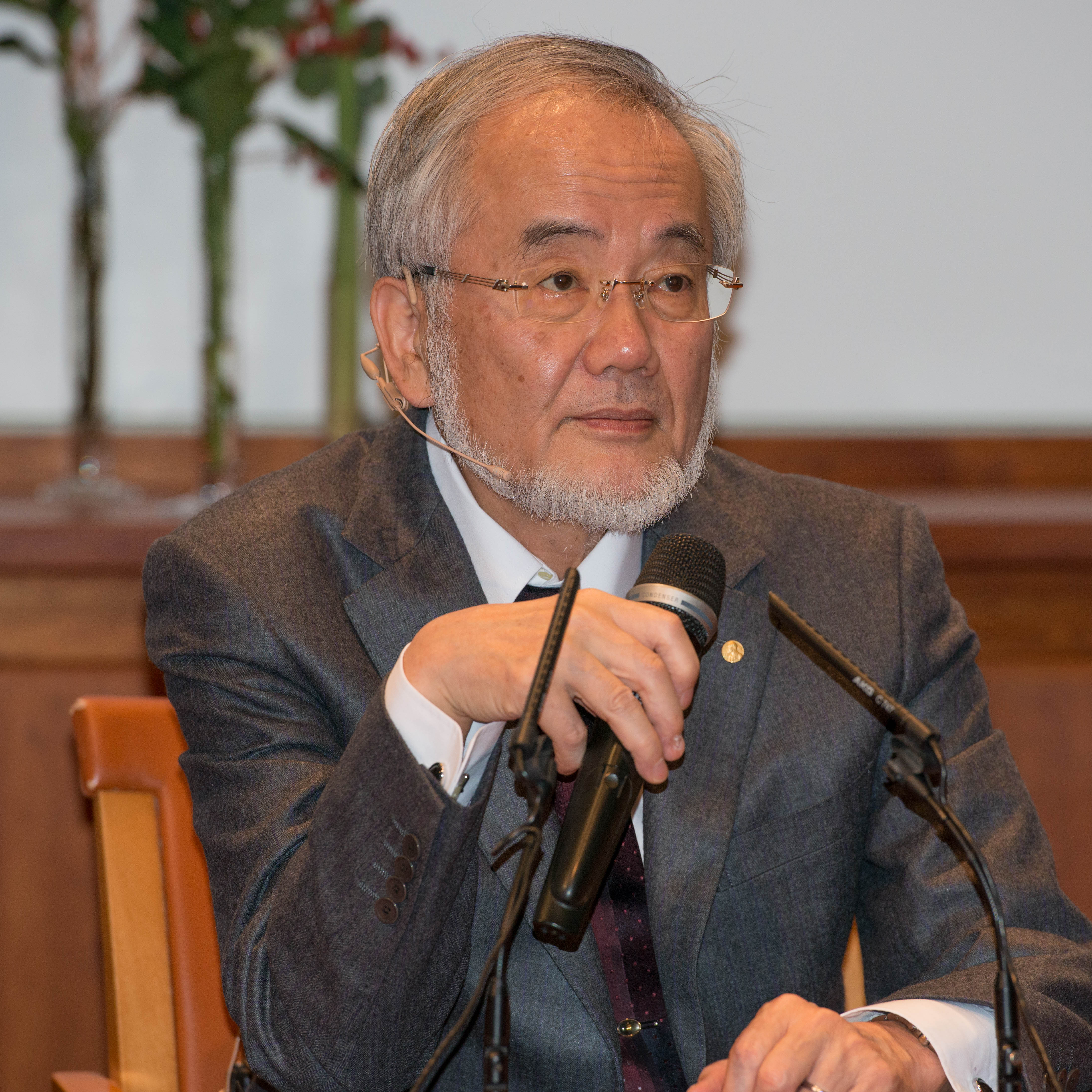
Yoshinori Ōsumi durante la conferenza del premio Nobel 2016

Dopo essersi aggiudicato numerosi premi per le sue ricerche tra il 2005 e il 2015, all'età di 71 anni, nel 2016, viene insignito del prestigioso premio Nobel per i suoi studi sull'autofagia. Riceve la notizia per via telefonica mentre era nel suo laboratorio, dichiarandosi sorpreso e onorato. In seguito, in un'intervista con la TV giapponese NHK, affermerà:
(Yoshinori Ōsumi)
Il Comitato per il Nobel norvegese, dopo averlo scelto tra 273 possibili candidati, nell'annunciarlo come vincitore, dichiara che le sue scoperte "Aprono il percorso alla comprensione di molti processi fisiologici fondamentali, come l'adattamento dell'organismo in caso di fame e la risposta alle infezioni". Ōsumi è il venticinquesimo giapponese a vincere il Nobel, ma solo il quarto a ottenerlo in ambito medico. L'ultimo era stato Satoshi Ōmura nel 2015.

## Dagli esperimenti sul lievito alla scoperta dell'autofagia

### Lavori paralleli
Alla metà degli anni cinquanta gli scienziati osservano dei nuovi compartimenti cellulari specializzati, che in seguito vengono considerati alla stregua dei già noti "organuli cellulari", contenenti enzimi in grado di digerire proteine, carboidrati e lipidi.

Questi nuovi compartimenti cellulari specializzati, chiamati lisosomi, lavorano come veri e propri siti di demolizione e degradazione di componenti cellulari.

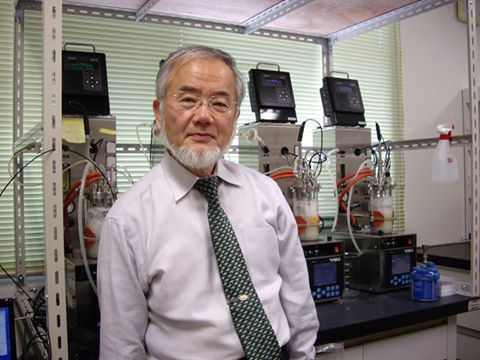
Ōsumi nel suo laboratorio nel 2016

Lo scienziato belga Christian de Duve venne insignito del premio Nobel per la medicina nel 1974, per la scoperta dei lisosomi. Osservazioni durante gli anni sessanta avevano mostrato che grandi quantità di materiale cellulare, o addirittura interi organuli danneggiati, possono, a volte, trovarsi all'interno di questi ultimi.
Si suppone dunque che la cellula debba avere una modalità di trasporto del materiale cellulare ai lisosomi per la degradazione. Ulteriori ricerche microscopiche dimostrano, in effetti, l'esistenza di particolari vescicole costituite di doppia membrana che favoriscono l'acquisizione del materiale cellulare da parte dei lisosomi. Christian de Duve, lo scienziato a cui si deve la scoperta dei lisosomi, conia dunque il termine "autofagia", per descrivere questo tipo di processo. Le nuove vescicole, invece, prendono il nome di "autofagosomi". In tale processo, questi ultimi operano infatti inglobando il materiale citoplasmatico da degradare grazie all'azione di particolari enzimi. In un secondo momento, attraverso alcune proteine, dette SNARE, avviene la fase di riconoscimento in cui la membrana più esterna dell'autofagosoma e la membrana del lisosoma si uniscono e gli enzimi lisosomiali degradano il resto, tra cui la membrana interna dell'autofagosoma (che quindi, come dice il nome stesso, si 'autofagocita').
Tra gli anni settanta e ottanta le ricerche si concentrano sull'identificazione di un ulteriore processo di degradazione, basato sui proteasomi, particelle citoplasmatiche multiproteiche a forma di cilindro. In questo campo, Aaron Ciechanover, Avram Hershko e Irwin Rose vengono insigniti del premio Nobel per la chimica nel 2004, per aver scoperto la degradazione mediata dalla proteina ubiquitina.
Il proteasoma degrada efficientemente le proteine non correttamente assemblate una alla volta; tuttavia, questo meccanismo non spiega come le cellule si liberano di proteine più complesse o, talvolta, di interi organuli.

### Ōsumi e la scoperta dell'autofagia nel lievito
Dopo aver avviato il suo laboratorio personale nel 1988, Ōsumi si concentra sulla degradazione delle proteine nei vacuoli, organuli delle cellule vegetali che corrispondono ai lisosomi delle cellule animali.
In particolare, sceglie come oggetto dei suoi esperimenti le cellule dei lieviti poiché esse sono relativamente facili da studiare e di conseguenza sono spesso utilizzate come modello per le cellule umane, inoltre questo tipo di cellule è molto utile per l'identificazione di geni responsabili di molte complesse funzioni cellulari. Tuttavia, essendo le cellule di lievito molto piccole, e quindi le loro strutture interne difficili da distinguere, non si poteva essere certi dell'esistenza del meccanismo di autofagia in questo tipo di organismi. La prima sfida di Ōsumi è dunque quella di capire se tale processo abbia luogo o meno in essi.

L'intuito e l'abilità del professore lo portano a concepire l'idea che se fosse riuscito a bloccare il processo di degradazione mentre era in corso il meccanismo di autofagia, gli autofagosomi si sarebbero dovuti accumulare all'interno del vacuolo senza smaltire quanto inglobato e dunque divenire visibili al microscopio. Pertanto, una volta ottenuta una coltura di cellule di lievito mutate (mancanti degli enzimi di degradazione del vacuolo), e indotto il processo di autofagia non fornendo sufficienti sostanze nutritive alle cellule, crea le condizioni necessarie per delle osservazioni che avrebbero rivelato l'esistenza o meno del processo stesso.

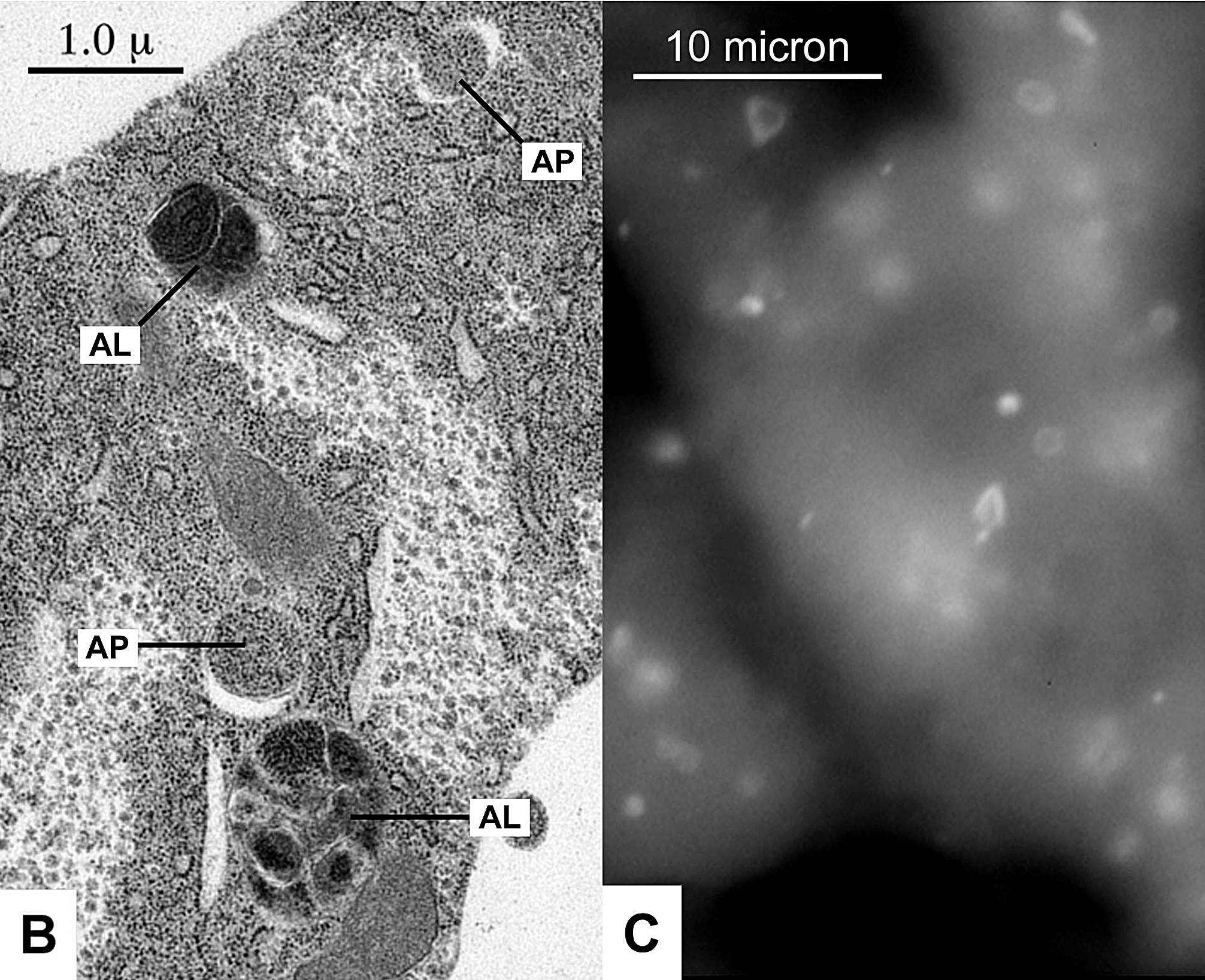
I primi autofagosomi osservati da Yoshinori Ōsumi, dal diametro compreso tra i 400 nm e i 900 nm

I risultati sono strabilianti: dopo un'ora, i primi autofagosomi del diametro compreso tra i 400 e i 900 nm, iniziano ad accumularsi nel vacuolo e, continuando a crescere gradualmente di numero, nell'arco di tre ore lo riempiono quasi completamente, aumentandone il volume. L'esperimento di Ōsumi prova dunque l'esistenza dell'autofagia all'interno delle cellule di lievito. I risultati di tale ricerca vengono pubblicati nel 1992 e hanno un notevole impatto sulla comunità scientifica.

### La scoperta dei geni dell'autofagia
Ōsumi, usufruendo dei ceppi di lievito da lui ottenuti, elabora un meccanismo per identificare e caratterizzare i geni responsabili del processo di autofagia: intuisce che l'accumulo di autofagosomi nel vacuolo non sarebbe possibile se i geni coinvolti nel processo di autofagia venissero inattivati.
Egli espone dunque le cellule di lievito coltivate a dei processi chimici che, in modo del tutto casuale, provocano mutazioni in diversi geni. Solo successivamente, induce l'autofagia, per verificare se il processo fosse stato inibito, e se sì, in risposta a quali geni mutati.
Ancora una volta i risultati sono strabilianti. Nel giro di circa un anno dalla scoperta dell'autofagia nel lievito, il professor Ōsumi identifica i primi geni essenziali per tale processo. Quest'ultimi vengono detti geni ATG (da Autophagy) e le proteine da essi codificate prendono dunque il nome di proteine ATG.
Nelle successive ricerche, le proteine ATG codificate dai geni appena scoperti vengono studiate nel dettaglio, identificandone struttura e ruolo all'interno della complessa fisiologia cellulare. I risultati ottenuti dimostrano che l'autofagia è regolata da una serie di proteine che si attivano con un processo detto "a cascata", e da diversi gruppi di proteine più complesse. Ogni proteina ATG è coinvolta in una fase distinta dell'iniziazione e della formazione degli autofagosomi: la proteina ATG1 è un recettore tirosin chinasico che lega la proteina ATG13 per formare il complesso ATG1/ATG13, in quello che è il primo passo per l'iniziazione dell'autofagia. La formazione di tale complesso è regolata dalla protein-chinasi mTOR: se presenti dei nutrimenti esterni, avviene la fosforilazione della ATG13, prevenendo la formazione del complesso ATG1/ATG13; altrimenti, in caso di "affamamento", la mTOR diventa inattiva e la ATG13 defosforilata può legarsi alla ATG1, avviando dunque l'autofagia. Un'altra proteina fondamentale è la ATG8 che è coinvolta nella formazione della membrana dell'autofagosoma ed è l'equivalente della proteina LC3 nei mammiferi.
Nel 2014 le proteine ATG conosciute sono più di 37.

### Autofagia: un meccanismo essenziale nelle nostre cellule
Dopo l'identificazione del meccanismo dell'autofagia nei lieviti, ancora una questione rimaneva irrisolta: esiste un corrispondente di questo meccanismo anche in altri organismi? Presto diventa chiaro che meccanismi virtualmente identici operano nelle nostre stesse cellule, poiché i geni ATG dei lieviti risultano avere degli omologhi negli eucarioti superiori. Gli strumenti di ricerca richiesti per indagare sull'autofagia negli umani sono ora disponibili.

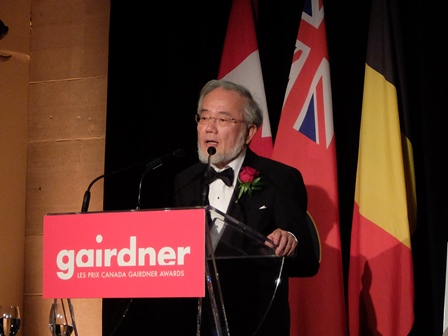
Ōsumi al Gairdner Foundation International Award del 2015

 A seguito dei risultati di Ōsumi, ora sappiamo che l'autofagia controlla importanti funzioni fisiologiche in cui le componenti cellulari necessitano di essere degradate e riciclate. L'autofagia può rapidamente fornire energia e blocchi costitutivi per il rinnovo di componenti cellulari ed è quindi essenziale per la risposta cellulare all'inedia e ad altri tipi di stress: dopo un'infezione, l'autofagia può eliminare la proliferazione intracellulare di batteri e virus, inoltre può contribuire allo sviluppo embrionale e alla differenziazione cellulare. Infine, le cellule si avvalgono dell'autofagia per eliminare le proteine e gli eventuali organuli danneggiati, mettendo in pratica un controllo di qualità molto importante per contrastare l'invecchiamento cellulare.
Sono state riscontrate delle correlazioni significative tra defezioni del processo di autofagia e diabete di secondo tipo, cancro, e alcuni disordini che solitamente appaiono con l'età avanzata. Infatti, è stato dimostrato che l'autofagia avviene anche nei neuroni e che un suo eventuale malfunzionamento, sarebbe correlato all'insorgenza di alcune malattie neurodegenerative come la malattia di Alzheimer e la malattia di Parkinson. Più complesso è quanto accade nei processi tumorali: defezioni dell'autofagia aumentano lo stress ossidativo favorendo l'insorgenza del tumore, seppure al tempo stesso, le cellule cancerose necessitano dell'autofagia ancor più di quelle sane per sopperire alla loro proliferazione incontrollata. Mutazioni dei geni dell'autofagia possono causare malattie genetiche. Sono attualmente in corso delle ricerche per sviluppare dei farmaci che possano intervenire sui processi di autofagia e sui vari disagi che il malfunzionamento di quest'ultimo comporta. L'autofagia, già nota dalla metà degli anni 1950, di fatto diventa fondamentale nella fisiologia e medicina grazie all'insostituibile lavoro svolto da Yoshinori Ōsumi.

## Opere

### Pubblicazioni principali
- (EN) Yoshinori Ōsumi, Isolation and characterization of autophagy-defective mutants of Saccharomyces cerevisiae, in FEBS Letters, n. 333, Novembre 1993,  pp. 169-174, PMID 8224160. URL consultato il 9 novembre 2016.
- (EN) Yoshinori Ōsumi, Tor, a Phosphatidylinositol Kinase Homologue, Controls Autophagy in Yeast, in Journal of Biological Chemistry, n. 273, Marzo 1998,  pp. 3963-3966, PMID 9461583. URL consultato il 9 novembre 2016.
- (EN) Yoshinori Ōsumi, A protein conjugation system essential for autophagy, in Nature, n. 395, Ottobre 1998,  pp. 395-398, PMID 9759731. URL consultato il 9 novembre 2016.
- (EN) Yoshinori Ōsumi, Tor-Mediated Induction of Autophagy via an Apg1 Protein Kinase Complex, in The Journal of Cell Biology, n. 150, Ottobre 2000,  pp. 1507-1513, PMID 10995454. URL consultato il 9 novembre 2016.
- (EN) Yoshinori Ōsumi, LC3, a mammalian homologue of yeast APG8P, is localized in autophagosome membranes after processing, in The EMBO Journal, n. 19, Dicembre 2000,  pp. 5720-5728, PMID 11060023. URL consultato il 9 novembre 2016.
- (EN) Yoshinori Ōsumi, A ubiquitin-like system mediates protein lipidation, in Nature, n. 408, Dicembre 2000,  pp. 488-492, PMID 11100732. URL consultato il 9 novembre 2016.
- (EN) Yoshinori Ōsumi, Dissection of Autophagosome Formation Using Apg5-Deficient Mouse Embryonic Stem Cells, in The Journal of Cell Biology, n. 152, Marzo 2001,  pp. 657-668, PMID 11266458. URL consultato il 9 novembre 2016.
- (EN) Yoshinori Ōsumi, Molecular dissection of autophagy: two ubiquitin-like systems., in Nature Reviews Molecular Cell Biology, n. 2, Aprile 2001,  pp. 211-216, PMID 11265251. URL consultato il 9 novembre 2016.
- (EN) Yoshinori Ōsumi, A Unified Nomenclature for Yeast Autophagy-Related Genes, in Developmental Cell, n. 5, Novembre 2003,  pp. 539-545, PMID 14536056. URL consultato il 9 novembre 2016.
- (EN) Yoshinori Ōsumi, In Vivo Analysis of Autophagy in Response to Nutrient Starvation Using Transgenic Mice Expressing a Fluorescent Autophagosome Marker, in Molecular Biology of the Cell, n. 15, Aprile 2004,  pp. 1101-1111, PMID 14699058. URL consultato il 9 novembre 2016.
- (EN) Yoshinori Ōsumi, LC3 GABARAP and GATE16 localize to autophagosomal membrane depending on form-ii formation, in Journal of Cell Science, n. 117, Luglio 2004,  pp. 2805-2812, PMID 15169837. URL consultato il 9 novembre 2016.
- (EN) Yoshinori Ōsumi, The role of autophagy during the early neonatal starvation period, in Nature, n. 432, Gennaio 2005,  pp. 1032-136, PMID 15525940. URL consultato il 9 novembre 2016.
- (EN) Yoshinori Ōsumi, Impairment of starvation-induced and constitutive autophagy in Atg7-deficient mice, in The Journal of Cell Biology, n. 169, Giugno 2005,  pp. 425-434, PMID 15866887. URL consultato il 9 novembre 2016.
- (EN) Yoshinori Ōsumi, Dynamics and diversity in autophagy mechanisms: Lessons from yeast, in Nature Reviews Molecular Cell Biology, n. 10, Agosto 2009,  pp. 458-457, PMID 19491929. URL consultato il 9 novembre 2016.
- (EN) Yoshinori Ōsumi, The Role of Atg Proteins in Autophagosome Formation, in Annual Review of Cell and Developmental Biology, n. 27, Ottobre 2010,  pp. 107-132, PMID 21801009. URL consultato il 9 novembre 2016.

## Riconoscimenti
- 2005: Fujiwara Award, The Fujiwara Foundation of Science[29]
- 2007: Science Award of the Botanical Society of Japan 2006 Japan Academy Prize, The Japan Academy[30]
- 2008: Asahi Prize, The Asahi Shimbun[31]
- 2012: Kyoto Prize, The Inamori Foundation[32]
- 2013: Thomson Reuters Citation Laureates[33]
- 2015: Canada Gairdner International Award, The Gairdner Foundation[34]
- 2015: International Prize for Biology, The Japan Society[35]
- 2015: The Keio Medical Science Prize, Keio University Medical Science Fund[36]
- 2015: The Person of Cultural Merit[37]
- 2016: Rosenstiel Award[38]
- 2016: Wiley Prize[39]
- 2016: Paul Janssen Award[40]
- 2016: Premio Nobel in medicina o fisiologia[41]
- 2017: Breakthrough Prize in Life Sciences[42]